# Hypnotised (álbum)
Hypnotised (en españolː Hipnotizado) es el segundo álbum de estudio de la banda de punk británica The Undertones, lanzado en abril de 1980. Fue grabado entre diciembre de 1979 y enero de 1980 en el Reino Unido y Países Bajos, siendo los temas compuestos entre marzo y diciembre de 1979. Su realización representó una evolución importante en comparación con su debut de 1979.
El álbum alcanzó el 6.º lugar en los listados británicos, convirtiéndose en el álbum más exitoso de la banda.